# 李可從
李可從（？—1642年），盩厔（今陝西周至）人，明朝武官。为李顒之父。

## 生平
崇禎十五年（1642年），張獻忠寇鄖西，當時巡撫汪喬年總督軍務，可從隨軍討賊。臨行前，拔一齒與妻彭氏曰：“如不捷，吾當委骨沙場。”是年二月，與李自成軍作戰，力守襄城，城破，戰死。其妻葬其齿，曰“齿冢”。
康熙九年（1670年），李颙在母殁服闕之後，貸於鄉人得四金，由盩厔出发，徒步至两千里外的襄城找尋父親遺骸，但未尋獲。襄城县令張允中、襄城邑紳劉宗洙等被李颙孝行感动，下令建祭祠设祭。李顒受常州知府駱鍾麟之邀，講學東林書院。康熙十年（1671年）三月二十五日重抵襄城，烈祠建成之日，又派遣「工徒十餘人砌案」，準備招魂，李顒齋沐宿於城隍廟，當夜「忽鬼聲大作」，人人駭異。劉宗洙捐西郊之田，造冢於戰場，名之曰“義林”。李颙伏地大哭，“盖尝祝于父，愿以五千国殇魂同返关中故也”。並將當地一抔土带回家鄉。